# 5e étape du Tour d'Espagne 2007
La 5e étape du Tour d'Espagne 2007 a eu lieu le 5 septembre. Le parcours de 155 kilomètres relie Cangas de Onis à Reinosa.

## Récit
Au lendemain de la première étape de montagne, le 5e jour de course offre aux coureurs un parcours accidenté, propice aux attaquants. Après trois côtes de 2e catégorie, le peloton doit s'attaquer aux 15 kilomètres du Puerto de la Palombera (1e catégorie), dont le sommet se situe à une vingtaine de kilomètres de l'arrivée.
Le début d'étape est animé par de nombreuses attaques, toutes annihilées par le peloton. Il faut attendre une centaine de kilomètres pour voir deux coureurs, Karsten Kroon et Ángel Gómez, prendre une avance conséquente (plus de 3 minutes).
Dans le Puerto de la Palombera, Kroon lâche son camarade. Derrière, le peloton emmené par l'équipe Rabobank réduit l'écart. L'Espagnol José Ángel Gómez Marchante, coéquipier de Gomez Gomez (Saunier Duval-Prodir), s'en échappe, pour être repris peu après le sommet.
Kroon tient tête au peloton jusqu'à moins de 5 kilomètres de l'arrivée. Le peloton est lancé à vive allure par l'équipe Team Milram, mais ce sont les trois sprinters déjà vainqueurs d'étapes qui se disputent le sprint : Óscar Freire s'adjuge une 2e victoire devant Bettini et Bennati.

## Classement de l'étape
| \| 1. \| Óscar Freire \| \| en \| 4 h 07 min 51 s \| \| 2. \| Daniele Bennati \| \| + \| 0 s \| \| 3. \| Paolo Bettini \| \| \| \| \| 4. \| Philippe Gilbert \| \| \| \| \| 5. \| Erik Zabel \| \| \| \| \| 6. \| Leonardo Duque \| \| \| \| \| 7. \| Xavier Florencio \| \| \| \| \| 8. \| Josep Jufré \| \| \| \| \| 9. \| Rene Mandri \| \| \| \| \| 10. \| David García Dapena \| \| \| \| |                     |  |    |                 |
| 1. | Óscar Freire        |  | en | 4 h 07 min 51 s |
| 2. | Daniele Bennati     |  | +  | 0 s             |
| 3. | Paolo Bettini       |  |    |                 |
| 4. | Philippe Gilbert    |  |    |                 |
| 5. | Erik Zabel          |  |    |                 |
| 6. | Leonardo Duque      |  |    |                 |
| 7. | Xavier Florencio    |  |    |                 |
| 8. | Josep Jufré         |  |    |                 |
| 9. | Rene Mandri         |  |    |                 |
| 10. | David García Dapena |  |    |                 |

## Classement général
| \| 1. \| Vladimir Efimkin \| \| en \| 20 h 10 min 41 s \| \| 2. \| Denis Menchov \| \| + \| 1 min 06 s \| \| 3. \| Carlos Sastre \| \| \| \| \| 4. \| Maxime Monfort \| \| \| \| \| 5. \| Stijn Devolder \| \| \| \| \| 6. \| Leonardo Piepoli \| \| \| \| \| 7. \| Cadel Evans \| \| \| 1 min 28 s \| \| 8. \| Sylvain Chavanel \| \| \| 1 min 33 s \| \| 9. \| Ezequiel Mosquera \| \| \| 1 min 36 s \| \| DSQ \| Leonardo Bertagnolli[1] \| \| \| 1 min 49 s \| |                      |  |    |                  |
| 1. | Vladimir Efimkin     |  | en | 20 h 10 min 41 s |
| 2. | Denis Menchov        |  | +  | 1 min 06 s       |
| 3. | Carlos Sastre        |  |    |                  |
| 4. | Maxime Monfort       |  |    |                  |
| 5. | Stijn Devolder       |  |    |                  |
| 6. | Leonardo Piepoli     |  |    |                  |
| 7. | Cadel Evans          |  |    | 1 min 28 s       |
| 8. | Sylvain Chavanel     |  |    | 1 min 33 s       |
| 9. | Ezequiel Mosquera    |  |    | 1 min 36 s       |
| DSQ | Leonardo Bertagnolli |  |    | 1 min 49 s       |

## Classements annexes
| Classement | Coureur          | Total            |
| ---------- | ---------------- | ---------------- |
| points     | Óscar Freire     | 90 pts           |
| montagne   | Serafín Martínez | 44 pts           |
| combiné    | Vladimir Efimkin | 13 pts           |
| équipe     | Caisse d'Épargne | 60 h 36 min 57 s |